# 소형주
소형주는 상대적으로 시가총액이 작은 규모인 주식을 말한다. 코스피에서는 일반적으로 시가총액순으로 101~300위이면 중형주로 구분하며, 이보다 작은 규모의 기업은 소형주로 분류된다. 다만 중형주라는 말이 단독으로 쓰이는 경우는 드물고, 대형주 이외의 기업을 중소형주로 통칭하는 것이 보통이다.
소형주 중에서도 주가가 1000원 미만인 것들은 동전주로 불린다.

## 소형주의 특징
소형주는 대형주에 비해 일반적으로 잘 알려져 있지 않아 거래대금이 적다. 따라서 갑자기 거래가 늘어나거나 하면 주가가 크게 변화할 수 있다. 이런 특성때문에 소형주 특히 동전주는 테마주가 되어 급등하는 경우가 많은데, 개인투자자들은 안정적이지는 못해도 큰 이익을 기대할 수 있다는 이유로 이러한 종목을 선호하는 경우가 많다.
인지도가 높은 테마주의 경우 거래대금은 대형주 못지 않게 크다. 이에 비해 대형주의 경우, 테마주가 되는 일은 거의 없으며 가격제한폭까지 오르내리는 일도 드물다.

## 증시에서의 유행
대한민국 증시에서는 오랜 기간 계속된 대형주 강세 시장이 저물고 2015년부터 중소형주가 강세를 보이는 추세이다.
그 원인은 크게 두가지로, 첫째로는 2013년경부터 진행된 엔저 등으로 대한민국의 대기업들이 수출 부진으로 경쟁력을 상실하여 대형주들의 전망이 좋지 못해 투자매력이 저하된 점이 있고 이에 따라 상대적으로 중소형주로 투자금이 몰린 결과로 볼 수 있다.
둘째로는, 2015년 6월부터 가격제한폭이 15%에서 30%로 대폭 완화되어 비교적 주가가 상승하기 쉬운 동전주 등의 소형주로 많은 자금이 몰린 이유도 있다. 한국거래소는 가격제한폭 확대 이후 대형주보다 소형주 위주의 투자 경향이 뚜렷해졌다고 밝힌 바 있다.

## 같이 보기
- 동전주
- 테마주
- 대형주
- 우량주
- 주식 투자
- 투자자